# Audrey Vaillancourt
Audrey Vaillancourt (* 26. Juni 1991 in Québec) ist eine kanadische Biathletin.
Audrey Vaillancourt lebt in Québec und trainiert im nationalen Biathlon-Trainingszentrum in Valcartier. Sie startet für Courcelette Équipe du Québec und wird von Martin Tremblay trainiert. Sie studiert an der Université du Québec à Trois-Rivières. Sie begann zunächst als Vierjährige mit dem Fußballspielen und als Sechsjährige mit dem Skilanglauf bei François und Maxime Leboeuf. Als Zwölfjährige wechselte sie endgültig zum Biathlon. Seit 2004 gehörte sie dem Kader Québecs an, seit 2007 dem Junioren-Nationalkader Kanadas. 
Vaillancourt gab ihr internationales Debüt bei den Juniorenweltmeisterschaften 2008 in Ruhpolding, wo sie 17. des Einzels und 43. des Sprints wurde, sich im Verfolgungsrennen auf Rang 27 verbessern konnte und mit Yolaine Oddou und Tatiana Chesham Achte im Staffelrennen wurde. Viel besser lief es im Jahr darauf im heimischen Canmore. Im Einzel wurde sie Neunte, gewann im Sprint hinter Olga Galitsch und Zhang Yan die Bronzemedaille und wurde im Verfolger Fünfte. Eine weitere Medaille verpasste Vaillancourt 2010 mit Rose-Marie Côté und Julia Ransom im Staffelrennen, im Einzel belegte sie den 22., im Sprint den 44. und im Verfolgungsrennen den 26. Rang. 2011 kamen in Nové Město na Moravě ein elfter Rang im Einzel, erneut ein 44. Rang im Sprint, Platz 32 in der Verfolgung und mit Yolaine Oddou und Emma Lunder Platz acht mit der Staffel hinzu. Ihre letzten Juniorenweltmeisterschaften lief die Kanadierin 2012 in Kontiolahti, bei denen sie als 15. des Einzels, 16. des Sprints und 17. der Verfolgung gute Ergebnisse erreichte. Mit der Staffel belegte sie an der Seite von Emma Lodge und Emma Lunder Rang 14. Beim North American Invitational 2012 in Jericho gewann sie mit Sprint, Verfolgung und Massenstart alle drei Wettkämpfe bei den Juniorinnen und verwies dabei ihre Landsfrauen Rose-Marie Côté sowie Andrea Mayo und die US-Amerikanerin Danika Frisbie auf die jeweiligen Plätze zwei und drei.
Bei den Frauen debütierte Vaillancourt international zum Auftakt der Saison 2012/13 in Idre, wo sie als 34. und 17. zweier Sprintrennen sofort die Punkteränge erreichte. Wenig später konnte sie in Ridnaun mit Platz sieben im Sprint und sechs in der Verfolgung ihre ersten einstelligen Platzierungen erreichen. Zu Beginn des Jahres 2013 bestritt sie an der Seite von Rosanna Crawford, Zina Kocher und Megan Heinicke mit einem Staffelrennen in Ruhpolding ihr erstes Rennen im Weltcup und wurde 14. Im ersten Einzelrennen, einem Sprint, kam sie auf den 81. Platz. In Antholz verbesserte die Kanadierin ihre Bestleistungen auf Rang 55 im Sprint, womit sie sich erstmals für ein Verfolgungsrennen qualifizieren konnte, in dem sie als 49. den Punkterängen schon recht nahekam. Durch die guten Resultate in IBU- und Weltcup konnte sie sich für die kanadische Weltmeisterschaftsmannschaft qualifizieren. Bei den Welttitelkämpfen 2013 in Nové Město na Moravě wurde Vaillancourt 76. des Einzels, 83. des Sprints und mit Rosanna Crawford, Megan Heinicke und Zina Kocher 12. des Staffelrennens.
National wurde Vaillancourt bei den Kanadischen Meisterschaften 2007 in Charlo Jugend-Meisterin im Sprint sowie Vizemeisterin im Einzel und der Verfolgung. 2008 verteidigte sie in Callaghan Valley den Titel im Sprintrennen, wurde erneut Zweite im Einzel und Dritte im Staffelrennen, 2009 wurde sie in Valcartier Vizemeisterin im Sprint und Drittplatzierte im Einzel sowie mit der Staffel. 2010 gewann Vaillancourt in Canmore den Titel der Juniorinnen im Einzel und wurde zudem Vizemeisterin der Verfolgung und Dritte des Sprintrennens. Im Jahr darauf wurde sie in Charlo hinter Yolaine Oddou und Emma Lunder Dritte, im Sprint und der Verfolgung hinter Oddou und vor Lunder Zweite sowie mit Samuel Laforest-Jean und Rémi Grégoire Jacques als Vertretung Quebec II Vizemeisterin bei den Juniorenrennen. 2011 wurde sie zur Kanadischen Biathletin des Jahres gekürt. 2012 gewann sie in Valcartier die Titel in Sprint, Verfolgung und dem Massenstart.

## Biathlon-Weltcup-Platzierungen
Die Tabelle zeigt alle Platzierungen (je nach Austragungsjahr einschließlich Olympische Spiele und Weltmeisterschaften).
- 1.–3. Platz: Anzahl der Podiumsplatzierungen
- Top 10: Anzahl der Platzierungen unter den ersten zehn (einschließlich Podium)
- Punkteränge: Anzahl der Platzierungen innerhalb der Punkteränge (einschließlich Podium und Top 10)
- Starts: Anzahl gelaufener Rennen in der jeweiligen Disziplin
- Staffel: inklusive Mixed- und Single-Mixed-Staffeln

| Platzierung         | Einzel | Sprint | Verfolgung | Massenstart | Staffel | Gesamt |
| ------------------- | ------ | ------ | ---------- | ----------- | ------- | ------ |
| 1. Platz            |        |        |            |             |         |        |
| 2. Platz            |        |        |            |             |         |        |
| 3. Platz            |        |        |            |             |         |        |
| Top 10              |        |        |            |             | 4       | 4      |
| Punkteränge         | 1      | 1      |            |             | 12      | 14     |
| Starts              | 5      | 12     | 1          |             | 12      | 30     |
| Stand: Karriereende |        |        |            |             |         |        |